# NKVD
Narodnîi komissariat vnutrennih del (NKVD) (în limba rusă: НКВД, Наро́дный комиссариа́т вну́тренних дел; Comisariatul Poporului pentru Afaceri Interne) a fost Ministerul de Interne al Uniunii Sovietice.
Înființată în 1917 ca NKVD al Republicii Sovietice Federativă Socialistă Rusă, agenția a fost inițial însărcinată cu efectuarea de lucruri normale de poliție și supravegherea închisorilor din țară și a lagărelor de muncă. A fost desființată în 1930, funcțiile sale fiind dispersate printre alte agenții, numai pentru a fi restabilite ca un minister al uniunii în 1934.
Funcțiile OGPU (organizația de poliție secretă) au fost transferate la NKVD în 1934, oferindu-i un monopol asupra activităților de aplicare a legii care au durat până la sfârșitul celui de-al doilea război mondial. În această perioadă, NKVD a inclus atât activități obișnuite de ordine publică, cât și activități de poliție secretă. NKVD este cunoscut pentru rolul său în represiunea politică și în realizarea Marii Epurări sub Iosif Vissarionovici Stalin. Duba de gazare a fost folosită pentru a executa persoane fără proces în timpul Marii Epurări. NKVD a fost condus, în ordine cronologică, de Ghenrih Iagoda,  Nikolai Ejov și Lavrenti Pavlovici Beria.
NKVD a efectuat execuții extrajudiciare în masă a numeroși cetățeni și a conceput, a populat și a administrat sistemul de Gulag de lagăre de muncă forțată. Agenții lor au fost responsabili de represiunea Culacilor și de deportarea în masă a unor naționalități întregi în regiuni nelocuite ale țării. Ei au supravegheat protecția frontierelor sovietice și a spionajului (inclusiv asasinatele politice) și a pus în aplicare politica sovietică în mișcările comuniste și guvernele marionetă din alte țări, în special represiunea și masacrele din Polonia.
În martie 1946, toate Comisariatele Populare au fost redenumite în ministere, iar NKVD a devenit Ministerul Afacerilor Interne (MVD).

## Evoluția structurii și sarcinilor NKVD-ului
După victoria revoluției din 1917, bolșevicii au dizolvat vechea poliție și au creat Miliția țaranilor și muncitorilor care funcționa sub supravegherea NKVD-ului RSFS Rusă. În plus, NKVD era copleșit de sarcinile moștenite de la MDV-ul țarist, așa cum erau supravegherea guvernelor locale sau lupta împotriva opozanților intrați în ilegalitate, noi domenii de activitate pentru o forță a proletariatului total neexperimentată.
Dându-și seama că sunt în situația de a nu avea o forță de securitate eficientă, Sovietul Comisarilor Poporului al RSFS Ruse a creat poliția secretă CEKA condusă de Felix Dzerjinski. Organizației CEKA i-a fost garantat dreptul de a iniția și duce la bun sfârșit procese rapide și execuții nejudiciare, dacă acestea se dovedeau necesare pentru "apărarea revoluției".
CEKA a fost reorganizată în 1922 ca Direcția Politică de Stat a NKVD-ului RSFS Ruse. După formarea URSS-ului în 1923(1922), GPU a fost reorganizat ca OGPU, un organ unional aflat sub controlul Sovietului Comisarilor Poporului a Uniunii Sovietice.
În 1934, OGPU a fost încorporat în proaspăt creatul NKDV al URSS, transformându-se în GUGB. NKDV-ul RSFS Ruse a încetat să mai existe până în 1946, când a renăscut ca MDV al RSFS Ruse. În felul acesta, NKDV a devenit responsabil pentru tot sistemul penitenciar din țară, inclusiv pentru lagărele de muncă forțată, cunoscute sub numele de Gulag, dar și pentru activitățile clasice polițienești.
Diferitele departamente ale NKVD se ocupau de:
- funcțiile generale ale poliției, așa cum erau investigațiile criminale (Miliția);
- spionaj și operațiuni speciale în străinătate;
- contraspionaj;
- securitatea oficialităților, ca și alte sarcini înrudite.

De-a lungul timpului, NKVD a avut următoarele direcții principale – главное управление, abreviate "ГУ" – GU: 
ГУГБ - государственная безопасность (GUGB - Direcția Principală a Securității Statului),
ГУРКМ(GURKM) - рабоче-крестьянская милиция (Direcția Principală a miliției muncitorilor și țăranilor);
ГУПВО - пограничная и внутренняя охрана (Direcția Principală a Pazei Interne și de Frontieră);
ГУПО(GUPO) - пожарная охрана (Direcția Principală a Pompierilor);
ГУШосдор - шоссейные дороги (Direcția Principală a Drumurilor);
ГУЖД, железные дороги (Direcția Principală a Căilor Ferate);
ГУЛАГ - GULAG;
ГЭУ - экономика (Direcția Principală Economică);
ГТУ - транспорт (Direcția Principală a Transporturilor);
ГУВПИ - военнопленных и интернированных (Direcția Principală a Prizonierilor de Război și a Persoanelor Internate).
Pe 3 februarie 1941, secțiile speciale ale NKVD responsabile de contrainformațiile militare au trecut în subordinea Armatei (RKKA) și Marinei (RKKF). GUGB a fost scos din componența NKVD și a fost redenumit NKGB. După izbucnirea celui de-al doilea război mondial, NKVD și NKGB au fost reunite (pe 20 iulie 1941), iar contrainformațiile s-au reîntors la NKDV în ianuarie 1942. În aprilie 1943, contrainformațiile s-au desprins din nou, devenind SMERȘ ("Moarte Spionilor"), iar NKGB a fost din nou separat de NKVD.
În 1946, NKDV a fost redenumit MDV, iar NKGB a fost redenumit MGB. După ce a mai fost o dată reunificat cu MDV în 1953, CEKA s-a separat definitiv în 1954, pentru a se transforma în final în KGB.
Forțele de poliție s-au împărțit până la urmă în două ramuri:
- MVD (Ministerul Afacerilor Interne), care avea în subordine poliția criminală, penitenciarele și pompierii și
- KGB (Comitetul Securității Statului) – responsabil pentru poliția politică, contrainformații spionaj, protecția persoanelor importante și comunicații speciale (Versiunea sovietica a CIA-ului american)

## Activitățile NKVD-ului
Deși NKVD s-a ocupat de problemele importante ale securității statului, numele organizației este legat în conștiința oamenilor de activitățile care pot fi considerate criminale: represiunea și asasinatele politice, crimele de război, violarea drepturilor cetățenilor sovietici și străini și alte încălcări ale legilor interne și internaționale.

### Represiunile și execuțiile
Punând în practică politica internă sovietică care punea un accent deosebit pe combaterea activității "inamicilor poporului", agenția a făcut un mare număr de arestări și execuții sumare ale unor cetățeni sovietici și străini. Milioane de oameni au fost arestați și trimiși în Gulag, sute de mii dintre ei au fost executați conform hotărârilor trocii NKVD-iste – cutea marțială specială. Probatoriul avea standarde foarte scăzute: un denunț făcut de un informator anonim era apreciată ca o dovadă suficientă pentru ca un individ să fie considerat suspect și fie arestat. Folosirea „mijloacelor fizice de persuasiune” (tortura) era permisă printr-un decret special, ceea ce a deschis calea pentru nenumărate abuzuri, despre care există foarte multe mărturii ale victimelor dar și ale NKVD-iștilor. În toată țara au fost descoperite de-a lungul timpului sute de gropi comune în care au fost îngropate victimele acestor abuzuri. Există dovezi de netăgăduit că NKVD-ul a comis execuții ilegale în masă conform unor planuri elaborate cu grijă. Aceste planuri stabileau numărul și proporția victimelor dintr-o anumită regiune. Se stabilea astfel numărul de „inamici ai poporului” în cote fixe de clerici, foști nobili, culaci, fără a se stabili nominal cine sunt aceștia. Arestările erau de foarte multe ori arbitrare, încadrarea într-o categorie sau alta de "inamici" fiind de multe ori făcute la întâmplare. Familiile celor pedepsiți, inclusiv copii indiferent de vârstă, deveneau automat victime ale represiunii, conform Ordinului nr. 00486 al NKVD.
Epurările au fost organizate în mai multe valuri în conformitate cu deciziile Politburo al Partidului Comunist. Printre acestea s-au numărat cele împotriva inginerilor ("Cazul Șahti"), împotriva elitei armatei și partidului ("comploturile fasciste"), sau împotriva cadrelor medicale ("Complotul doctorilor"). Având un caracter permanent, în acțiuni separate, s-au desfășurat campanii împotriva naționalităților ne-ruse (ucraineni, tătari, germani, polonezi, ceceni și alții, acuzați de "naționalism burghez", "fascism", "trădare", etc.) ca și împotriva activiștilor religioși și a clerului de toate confesiunile. Au fost persecutate grupuri întregi etnice în cadrul unor operații de masă ale NKVD-ului. Întregi popoare au fost deportate. În ciuda acestor fapte, rușii au format majoritatea victimelor NKVD-ului.
Agenții NKVD au fost nu numai călăii, dar și un foarte important grup din rândul victimelor. Aproape toată conducerea agenției din deceniul al patrulea, inclusiv comandanții, a fost executată.
În timpul celui de-Al doilea război mondial, unitățile NKVD au fost folosite pentru asigurarea securității spatelui frontului, inclusiv în lupta împotriva dezertorilor. În teritoriile "eliberate", NKVD-ul și mai apoi NKGB-ul au trecut la arestări în masă, deportări și execuții, inclusiv a luptătorilor rezistenței antifasciste, așa cum a fost polonezii din Armia Krajowa.
În străinătate, agenții NKVD au organizat asasinarea unor exilați sovietici sau a unor străini considerați inamicii ai URSS-ului. Printre victimele unor asemenea asasinate confirmate oficial se numără:
- Lev Troțki (fondatorul Armatei Roșii) – inamic personal al lui Stalin și cel activ critic internațional al dictatorului;
- Boris Savinkov – revoluționar și terorist rus, (Operațiunea Trust a GPU);
- Evghen Konovaleț – lider proeminent militar și politic ucrainean.

După moartea lui Stalin din 1953, noul lider sovietic, Nikita Hrușciov a început o campanie împotriva abuzurilor NKVD-ului. Până la dispariția statului sovietic, mii de victime au fost "reabilitate". Multe victime sau rude ale acestora au refuzat însă să facă cereri de reabilitare, fie de frică, fie din cauza lipsei documentelor doveditoare. Trebuie spus că această reabilitare nu era una cu efect complet. În cele mai multe cazuri, formularea întâlnită în acte era "... datorită lipsei de dovezi în cazul acestei infracțiuni...", o formulare tipic sovietică care era interpretată de fapt ca: "... a fost o infracțiune, dar, din păcate, noi nu am reușit să aducem dovezi pentru condamnarea infractorului...". Doar foarte puțini oameni au fost reabilitați cu formula: "nevinovat pentru toate capetele de acuzare".
Foarte puțini agenți NKVD au fost vreodată condamnați oficial pentru încălcarea drepturilor vreunei persoane anume. Din punct de vedere legal, agenții vinovați de abuzuri, dar executați in timpul epurărilor, au avut parte de aceiași reabilitare post-mortem ca și victimele lor. În țările baltice, după ce acestea și-au proclamat independența, un mic număr de foști agenți NKVD care trăiau în cele state au fost condamnați pentru crimele făptuite împotriva populației locale.
În zilele noastre, foștii agenți care mai sunt în viață primesc pensii generoase și se bucură de privilegii acordate de guvernul Uniunii Sovietice, privilegii confirmate de actualele guverne ale țărilor membre ale CSI. Ei nu sunt persecutați, judecați sau condamnați, deși mulți dintre ei au fost identificați de victimele lor.

### Activitățile de spionaj
Acestea au inclus:
- Înființarea unei vaste rețele de spioni în interiorul secțiilor naționale Comintern; *Infiltrarea plină de succes a lui Richard Sorge, a membrilor "orchestrei roșii" și a altor agenți până la cele mai înalte niveluri de decizie ale fasciștilor, agenți care l-au anunțat din timp pe Stalin de iminenta invazie a URSS, după care au ajutat informativ din toate puterile Armata Roșie în război;
- Recrutarea altor zeci de agenți extrem de utili în timpul Războiului Rece;
- Prevenirea mai multor atentate cunoscute împotriva dictatorului Iosif Vissarionovici Stalin.

### NKVD și economia sovietică
Sistemul foarte dezvoltat al lagărelor de muncă (Gulag), în fapt locuri de detenție pentru sclavii moderni, a adus o contribuți extrem de importantă la dezvoltarea economiei sovietice și la dezvoltarea zonelor îndepărtate. Colonizarea Siberiei, a Extremului Nord și a Orientului Îndepărtat Sovietic a fost unul dintre scopurile explicite ale primelor legi sovietice care stabileau executarea pedepsei privative de libertate în lagărele de muncă. Lucru în mină, la drumuri, căi ferate, în fabrici, sau la exploatrea pădurilor erau în lagărele de muncă activități parte a planurilor cincinale sovietice, NKVD-ul având propriul lui plan de producție.

## Batalioanele de exterminare ale NKVD în Basarabia
Printre multiplele grupări paramilitare formate de URSS după începerea ofensivei germane pe frontul sovietic au fost și așa-numitele batalioane de exterminare. Constituite exclusiv din persoane civile, în cea mai mare parte tineri și bătrâni fără experiență militară, aceste grupări erau conduse direct de NKVD. Sarcina lor principală era lupta cu parașutiștii și diversioniștii inamicului-misiune dificilă de realizat, având în vedere pregătirea specială a celor pe care urmau să-i anihileze.
Formarea batalioanelor de exterminare au fost dispusă prin Hotărârea Consiliului Comisarilor Poporului al URSS nr. 1738-746 /strict secret/, din 24 iunie 1941, „Cu privire la măsurile în lupta cu parașutiștii și diversioniștii inamicului în zona liniei frontului". Decizia a fost dublată de ordinul NKVD nr. 00804, din 25 iunie 1941. A fost o măsură disperată a sovieticilor de a opri înaintarea trupelor germane cu orice preț și una nechibzuită prin trimiterea populației civile în fața unor profesioniști. Or, îmbinarea de cuvinte batalioane de exterminare sună bine doar în fonetica limbii ruse, care nicidecum nu-l putea speria pe inamic.
Pentru coordonarea batalioanelor în cadrul NKVD a fost creat Statul Major unional și au fost aprobate un șir de documente ce reglementau activitatea lor. În regiuni, de regulă, șeful Statului Major era locțiitorul comisarului NKVD. Completarea batalioanelor era una „benevolă" și viza, în primul rând, membrii de partid și activiștii, iar refuzul era calificat drept lipsă de patriotism și lașitate. Cei mobilizați erau verificați dacă aveau „origine sănătoasă".
Odată cu înaintarea trupelor germane în interiorul URSS, batalioanele se desființau, efectivul lor devenind sursa principală de completare a brigăzilor de gherilă. Iar la revenirea Armatei Roșii într-un anumit teritoriu batalioanele, se refăceau.
Prost echipate și slab dotate cu muniții, fără instruire militară elementară, chiar de la început, batalioanele de exterminare din RSS Moldovenească s-au transformat în unități care asigurau paza instituțiilor de stat și a căilor de comunicații, prindeau dezertorii din Armata Roșie, adunau munițiile și foile volante de pe câmpuri.

### Prima misiune la Soroca
Ofensiva vertiginoasă a armatei germane în vara anului 1941 a împiedicat înființarea batalioanelor în RSSM. Contra ofensiva sovietică și stabilirea liniei frontului pe Nistru, în primăvara anului 1944, a permis formarea batalioanelor de exterminare și în Basarabia. Șef al statului major a fost numit locotenent-colonelul Orlov, el fiind locțiitorul Comisarului Poporului pentru Afacerile Interne al RSSM.
În ordinul nr. 1, din 26 mai 1944, adresat comisarilor de județ ai NKVD, Orlov a dispus crearea batalioanelor de exterminare în toate raioanele și orașele aflate sub controlul Armatei Roșii. În fruntea lor era numit locțiitorul comisarului NKVD al județului. Fiecare unitate urma să aibă de la 120 până la 150 de persoane.
Membrii urmau să fie racolați din rândul următoarelor categorii de basarabeni: 
a) persoane care aveau liber de la încorporare; 
b) persoanele inapte pentru serviciul militar, dar care puteau ține arma în mână; 
c) persoanele în etate. Se recomanda încorporarea a 15-25 de fete sau mame fără copii pentru a fi folosite în transmisiuni și organizare internă. 
Batalionul era divizat în 3-4 plutoane, care să fie conduse de persoane care cunoșteau arta militară sau oameni trimiși la vatră de pe front, din cauza rănilor.
Comitetele executive județene și raionale trebuiau să pună la dispoziția batalioanelor tehnica necesară pentru activitate: mașini, furgoane, cai pentru soluționarea cazurilor operative. În ajutorul batalioanelor, la toate întreprinderile, instituțiile, în sate și cătune se formau grupuri de sprijin.

### Primul pluton de exterminare a fost format în Soroca, între 28 martie și 10 aprilie 1944.
Primul pluton al batalionului de exterminare a fost format în or. Soroca, între 28 martie și 10 aprilie 1944, cu 46 de combatanți. Într-un raport al NKVD se menționa că o parte dintre acești combatanți, între 1 aprilie și 7 mai 1944, au păzit guvernul RSSM cu sediul la Soroca. După intrarea Armatei Roșii, în orașul Bălți și aici a fost format un astfel de pluton.
Fiind abia create și insuficient de sigure, batalioane din RSSM au fost ajutate de cele din Rusia. Astfel, 179 de combatanți ai batalioanelor din regiunea Moscova (din cei 200 trimiși, 16 au dezertat pe drum) au oferit ajutor frățesc, patrulând alături de moldoveni între 18 aprilie și 20 mai 1944.
La 20 iunie 1944, Orlov raporta la Moscova că în RSSM erau create deja 18 batalioane de exterminare, cu un număr total de 2.284 de persoane. Dintre aceștia, 893 aveau vârsta de încorporare, 662 nu împliniseră 18 ani, iar 410 erau de vârsta a treia. Au fost mobilizate și 126 de femei. Combatanții aveau în dotare 270 de puști, 14 puști automate și 2 mitraliere.
În toamna anului 1944, numărul batalioanelor de exterminare din RSSM a crescut. Astfel, la 20 noiembrie erau deja 40 de batalioane cu 4.718 membri. La 1 ianuarie 1945, erau 53 de formațiuni, cu un total de 5.628 persoane și 773 grupuri de sprijin, ce numărau 6.632 persoane. La finele primului trimestru al anului 1945 în RSSM activau 60 de batalioane. În următorul an numărul s-a redus, din cauza că mulți basarabeni erau încorporați în rândurile Armatei Sovietice.
Batalioanele de exterminare din RSS Moldovenească au fost desființate la finele anului 1946. Cu puțin timp înainte de lichidare se preciza că niciun combatant nu fusese decorat cu vreun ordin sau medalie. Totodată, membrii acestor structuri paramilitare nu se găsesc pe lista persoanelor care ar beneficia de anumite înlesniri, după analizele istoricului Mihai Tașcă.

### Adunau muniții și foi volante
Fără a avea mari succese în „lupta cu parașutiștii și diversioniștii inamicului", batalioanele, pentru a-și justifica existența, exercitau tot felul de misiuni specifice miliției locale.
Astfel, rapoartele conțineau informații despre reținerea bandiților, infractorilor, dezertorilor din închisori, speculanților, escrocilor, boschetarilor, prizonierilor și soldaților din armata lui Vlasov-toți considerați complici ai dușmanului etc., delimitare ce putea fi făcută doar de o anchetă minuțioasă. O misiune specială a membrilor batalioanelor era și colectarea munițiilor de pe câmpul de luptă.
Într-un prim raport, din 28 mai 1944, se arată că membrii plutoanelor din RSSM au contribuit la colectarea a: 162 de puști, 75 de puști automate, 87.246 de cartușe, 21 de grenade, 11 tranzistoare, 8 aparate de telefon, 14 puști mitraliere, 12 km de cablu. Au mai fost reținuți 9 soldați ai Armatei române, 45 de dezertori din Armata Roșie și au fost strânse 638 de foi volante. În raport nu se pomenea de niciun caz de prindere a parașutiștilor sau a diversioniștilor.

### „Recoltă" tot mai mare
O lună mai târziu, la 20 iunie 1944, batalioanele moldovenești raportau că au reținut 2.079 de dezertori, 64 de persoane mobilizate la lucru, 340 de persoane care au încălcat regimul liniei frontului, 16 infractori, 16 prizonieri, 369 de boschetari etc.
Din aprilie 1944 și până în august 1945, batalioanele de exterminare din RSSM au prins: 
- 7 spioni,
- 16 bandiți,
- 25 de complici ai bandiților,
- 42 de complici ai inamicului,
- 10.275 de premilitari care se eschivau de încorporare și dezertori din Armata Roșie,
- 1.751 de soldați și ofițeri ai inamicului,
- 151 de ostași din armata lui Vlasov,
- 10.273 de persoane care au încălcat regimul liniei frontului,
- 2.392 de boschetari și
- 1.139 de speculanți.

În acest răstimp, batalioanele au colectat: 24.868 de puști, 673 de mitraliere, 632 de automate, 82 de pistoale, 4.582 de grenade, 5.857 de obuze și mine, 1.355.757 de cartușe, 17 tranzistoare, 85.548 de foi volante.

### Deghizați în femei, în misiune de cercetare
Rapoartele NKVD descriau cele mai reușite operațiuni la care au luat parte combatanții batalioanelor, dar și insuccesele lor. De exemplu, se menționa că la 3 iulie 1944 batalionul din raionul Cotiujeni, județul Soroca, a întreprins o razie în pădurea de lângă satul Cușmirca. Ca urmare au fost prinși 19 dezertori din Armata Roșie.

### Succese și excese
Într-un raport din Bălți se arată că în noaptea de 30 octombrie 1944 s-a organizat o razie pentru verificarea documentelor, la care au participat 50 de milițienii, 5 NKVD-iști și 30 de combatanți ai batalionului local de exterminare. Au fost reținute 37 de persoane care nu aveau acte de identitate, 48 fără viza de reședință și 6 dezertori din Armata Roșie.
În aprilie 1945 combatanții batalionului din raionul Olănești, județul Bender, au organizat razii, fiind reținuți 130 de dezertori din Armata Roșie.
Într-un ordin al NKVD se menționa că un oarecare inspector Andon din raionul Glodeni a reținut în satul Cajba un dezertor din Armata Roșie, care a opus rezistență și a reușit să scape. Două membre ale grupului de susținere din acest stat, Tatiana Fusa și Claudia Vasilachi, au urmărit dezertorul și l-au reținut. Ministrul NKVD le-a mulțumit public și le-a premiat cu câte 250 de ruble sovietice.

### Pentru operațiunile speciale combatanții erau premiați de ministrul NKVD
Printre cei mai activi erau menționați combatanții Marc Caraman și Arseni Radu din batalionul din Olănești, județul Bender, care au prins 27 și, respectiv, 35 de dezertori. Un caz a fost mediatizat. Astfel, potrivit unei informații operative, în pădurea din satele Mihălășeni și Grinăuți din raionul Ocnița, se ascundeau dezertori. Combatanții I.C. Olaru și I.E. Lesnic s-au deghizat în femei și au mers în recunoaștere. În baza informațiilor obținute, a fost reținut un grup mare de dezertori din Armata Roșie. Pentru ingeniozitate Olaru și Lesnic au fost premiați de ministrul NKVD.
La capitolul insuccese se menționează că în noaptea de 13 spre 14 mai 1944, șapte combatanți ai batalionului din raionul Edineț, aflându-se în misiune de patrulare, au observat doi indivizi-unul s-a ascuns în livadă, celălalt într-un șopron al cetățeanului Nistor. Fără a efectua focul de avertizare, patrula a tras asupra șopronului omorându-l pe stăpânul casei Pavel Nistor. În alt caz, un combatant din Ocnița, imediat ce a primit o pușcă, a dezertat, alăturându-se unei bande ce acționa în acest raion.

## NKVD si deportarile din Basarabia
La 7 iunie 1941 d.C., NKVD al RSS Moldovenești condus de Sergo Goglidze, a cerut 1.315 vagoane pentru transportul deportaților.
Aici începe "oficializarea" primului val de deportări de către regimul stalinist a basarabenilor. 
În Basarabia: 
- 90 vagoane au pornit din stația Taraclia,
- 44 vagoane - din stația Basarabeasca,
- 44 vagoane - din stația Căușeni,
- 48 vagoane - din stația Tighina,
- 187 vagoane - din stația Chișinău,
- 48 vagoane - din stația Ungheni,
- 83 vagoane - din stația Ocnița,
- 133 vagoane - din stația Bălți,
- 73 vagoane - din stația Florești,
- 40 vagoane - din stația Râbnița,
- 38 vagoane - din stația Bolgrad,
- 103 vagoane - din stația Arțiz,
- 340 vagoane - din stația Cernăuți.